# Araujia herzogii
Araujia herzogii är en oleanderväxtart som först beskrevs av Rudolf Schlechter, och fick sitt nu gällande namn av Fontella och Goyder. Araujia herzogii ingår i släktet Araujia och familjen oleanderväxter. Inga underarter finns listade i Catalogue of Life.